# Leptostylus leucanthes
Leptostylus leucanthes là một loài bọ cánh cứng trong họ Cerambycidae.